# Abraham Tokazier
Abraham Tokazier, född 29 september 1909 i Helsingfors, död 7 april 1976 i Stockholm, var en finländsk sprinter.  Tokazier tävlade för den finländska idrottsklubben IK Stjärnan (Makkabi Helsinki).

## Skandalloppet 1938
21 juni 1938 deltog Tokazier, som var av judisk börd, i 100-metersloppet i Finländska mästerskapen i friidrott, som också var invigningsarrangemanget för den nybyggda Helsingfors Olympiastadion. Tokazier korsade mållinjen som etta, men de officiella resultaten placerade honom först på fjärde plats, trots att man först hade ropat ut honom som vinnare.
Dagen efter publicerade både Helsingin Sanomat och Hufvudstadsbladet bilder på Tokazier som den verkliga vinnaren av loppet. Resultatet ändrades dock inte trots officiell protest från Tokaziers klubb Makkabi Helsinki. Den troliga orsaken till att Tokazier petades ned till fjärde plats var rådande antisemitism i Finland. En delegation från Nazityskland var bland de officiella gästerna på Olympiastadion, och man tror att det var en bidragande orsak till att organisatörerna flyttade Tokazier från en pallplats.
Fallet återuppmärksammades 2013, när den finlandssvenske författaren Kjell Westö skrev om händelsen i fiktiv form i sin roman Hägring 38 (i boken kallas han Salomon Jary). Efter att media tagit upp saken, beslutade Finlands Friidrottsförbund den 18 september 2013 att ge en officiell ursäkt till Tokaziers familj och att erkänna att Tokazier var den verkliga vinnaren i 100-metersloppet 1938. Men de officiella resultaten kan inte i efterhand justeras på grund av Internationella Friidrottsförbundets officiella regler.